# Birkaland
Birkaland (finska: Pirkanmaa) är ett landskap i det forna Västra Finlands län i Finland. Birkaland består av 23 kommuner (sedan 1 januari 2021), folkmängden uppgick den 31 december 2018 till 515 095 invånare och landskapets totala areal utgjordes den 1 januari 2012 av 14 613,26 kvadratkilometer . Befolkningstätheten utgjorde den 1 januari 2013 av 39,46 invånare per kvadratkilometer. 
Huvudorten i Birkaland är Tammerfors stad.
En del av landskapet befinner sig på det forna Satakundas (Övre Satakunda) och en del på Tavastlands historiska områden. Idag omges landskapet av de nya landskapen Satakunta, Egentliga Tavastland, Päijänne-Tavastland, Södra Österbotten, Mellersta Finland och Egentliga Finland. Birkalands förbund fungerar som förespråkare för utvecklingen inom landskapet och svarar bland annat för landskapsplanerna.

## Gränsändringar
1 januari 2001 överfördes området för upplösta Kuorevesi kommun till Mellersta Finlands landskap då kommunen inkorporerats i staden Jämsä.

## Kommuner
Det finns 23 kommuner i landskapet, av vilka 12 är städer. Städerna är skrivna med fet stil. 

- Ackas
- Birkala
- Ikalis
- Juupajoki
- Kangasala
- Kihniö
- Kuhmois
- Lembois (Lempäälä)
- Mänttä-Vilppula
- Nokia
- Orivesi
- Parkano
- Punkalaidun
- Pälkäne
- Ruovesi
- Sastamala
- Tammerfors
- Tavastkyro
- Urdiala (Urjala)
- Valkeakoski
- Vesilahti
- Virdois
- Ylöjärvi

Kuhmois fördes över från Mellersta Finland till Birkaland den 1 januari 2021.

## Välfärdsområde
Hela landskapet tillhör Birkalands välfärdsområde som ansvarar för social- och hälsovård samt räddningstjänst.

## Ekonomiska regioner
Det finns fem ekonomiska regioner i Birkaland.
- Nordvästra Birkalands ekonomiska region (nr 061)
- Södra Birkalands ekonomiska region (nr 063)
- Tammerfors ekonomiska region (nr 064)
- Sydvästra Birkalands ekonomiska region (nr 068)
- Övre Birkalands ekonomiska region (nr 069)

## Språk
Befolkningen efter språk (modersmål) den 31 december 2020. Finska, svenska och samiska räknas som inhemska språk då de har officiell status i landet. Resten av språken räknas som främmande.
| Språk                      | Talare  | %        |
| -------------------------- | ------- | -------- |
| Hela befolkningen          | 522 852 | 100,00 % |
| Finska                     | 493 909 | 94,46 %  |
| Svenska                    | 1 992   | 0,38 %   |
| Samiska                    | 30      | 0,01 %   |
| Främmande språk totalt     | 26 921  | 5,15 %   |
| Ryska                      | 4 507   | 0,86 %   |
| Arabiska                   | 2 728   | 0,52 %   |
| Estniska                   | 2 211   | 0,42 %   |
| Persiska                   | 2 051   | 0,39 %   |
| Engelska                   | 1 746   | 0,33 %   |
| Kinesiska                  | 1 025   | 0,20 %   |
| Kurdiska                   | 855     | 0,16 %   |
| Thai                       | 828     | 0,16 %   |
| Turkiska                   | 716     | 0,14 %   |
| Spanska                    | 694     | 0,13 %   |
| Somaliska                  | 643     | 0,12 %   |
| Vietnamesiska              | 628     | 0,12 %   |
| Tyska                      | 550     | 0,11 %   |
| Albanska                   | 546     | 0,10 %   |
| Polska                     | 385     | 0,07 %   |
| Franska                    | 353     | 0,07 %   |
| Urdu                       | 321     | 0,06 %   |
| Portugisiska               | 307     | 0,06 %   |
| Ukrainska                  | 304     | 0,06 %   |
| Bengali                    | 273     | 0,05 %   |
| Pashto                     | 256     | 0,05 %   |
| Ungerska                   | 253     | 0,05 %   |
| Bosniska                   | 240     | 0,05 %   |
| Nepali                     | 236     | 0,05 %   |
| Tagalog                    | 230     | 0,04 %   |
| Rumänska                   | 210     | 0,04 %   |
| Swahili                    | 210     | 0,04 %   |
| Italienska                 | 202     | 0,04 %   |
| Bulgariska                 | 173     | 0,03 %   |
| Tamil                      | 161     | 0,03 %   |
| Lettiska                   | 155     | 0,03 %   |
| Litauiska                  | 142     | 0,03 %   |
| Grekiska                   | 120     | 0,02 %   |
| Hindi                      | 116     | 0,02 %   |
| Nederländska               | 113     | 0,02 %   |
| Telugu                     | 113     | 0,02 %   |
| Annat språk                | 406     | 0,08 %   |
| Språk med under 100 talare | 1 871   | 0,36 %   |
| Okänt språk                | 43      | 0,01 %   |

## Se även

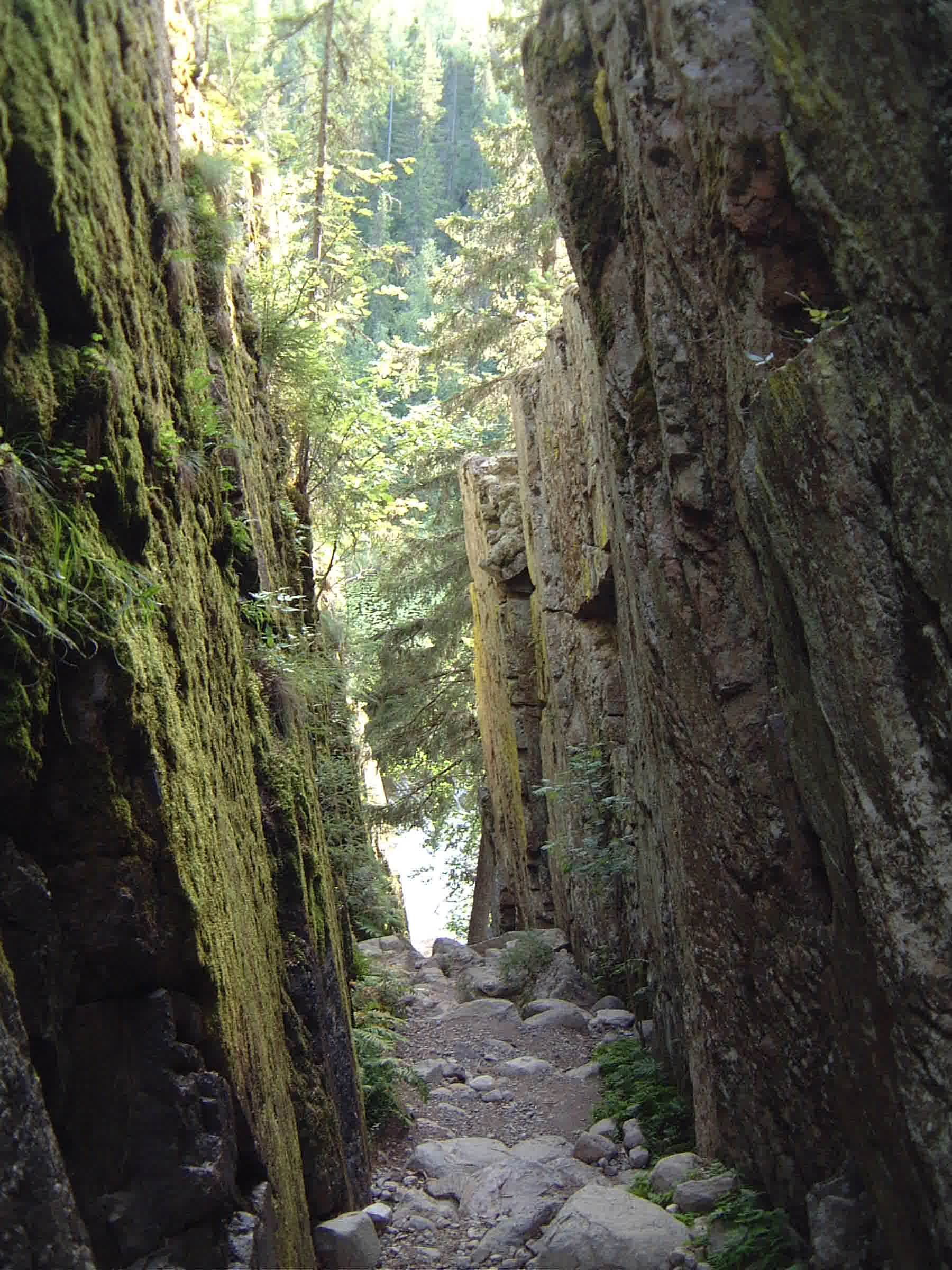
Ravinen Helvetinkolu i Helvetinjärvi nationalpark.

### Webbkällor
- Birkalandsportalen (finska) Läst 1 februari 2014.
- Birkalands förbunds webbplats (finska) Läst 1 februari 2014.